# 八丁燕带
八丁燕带（旧名“Batang Berjuntai”）是马来西亚雪兰莪州瓜拉雪兰莪县八丁燕带区（巫金）的一个城镇，也是一个华人新村。

## 历史
八丁燕带在1937年是山区，街上只有数十间“亚答屋”和杂货店，而“亚答屋”邻近一带是树胶园，也因此割胶是当时的主要经济活动。
如今，八丁燕带的大街依然是以一条道路、两排店对开为主。街头是拿督公庙和警察局、瓜雪市议会办事处、瓜雪第三区市议员服务中心（八丁燕带与依约），街尾则是育智华小，还有一间淡米尔小学。
根据当地资料，八丁燕带镇内人口略多于3千人，并以华裔占大多数，曾有铁船公司在这里进行采矿活动。现今当地已经不再以采矿为主，而以往铁船公司的采矿地变成了雪兰莪大学（UNISEL）。

### 中文名八丁燕带
“八丁燕带”是于1960年由育智华小副校长邓昭基命名，在这以前都被村民称为‘八登仁茶’。

### 马来文旧名Batang Berjuntai
“Batang Berjuntai”意味着一个悬空在空中的树根。曾经有一条铁路连接八丁燕带和煤炭山以便运输矿物，后来，日本在二战期间拆除并废止该条铁路。

### 马来文新名Bestari Jaya
2007年，八丁燕带更名为“Bestari Jaya”。而换名的原因是马来文中的八丁燕带被时任政府认为该名称不太恰当。事实上这个名字指的是“悬空的树干”，由当时英国居民在刚建立时取的。许多当地人继续使用旧的名字。

## 教育
此区有四间小学、两间中学，而大部分华裔学生都就读于育智华小。

### 小学
- 八丁燕带育智国民型华文小学（SJKC Yuk Chic)，于1934年创校。
- 八丁燕带国民小学（SK Bestari Jaya）
- 再也实兆国民小学（SK Jaya Setia）
- 八丁燕带淡米尔小学（SJKT Bestari Jaya）

### 中学
- 苏丹苏莱曼沙国民中学（SMK Sultan Sulaiman Shah）
- 拉惹慕达慕沙国民中学（SMK Raja Muda Musa）

### 高等学府

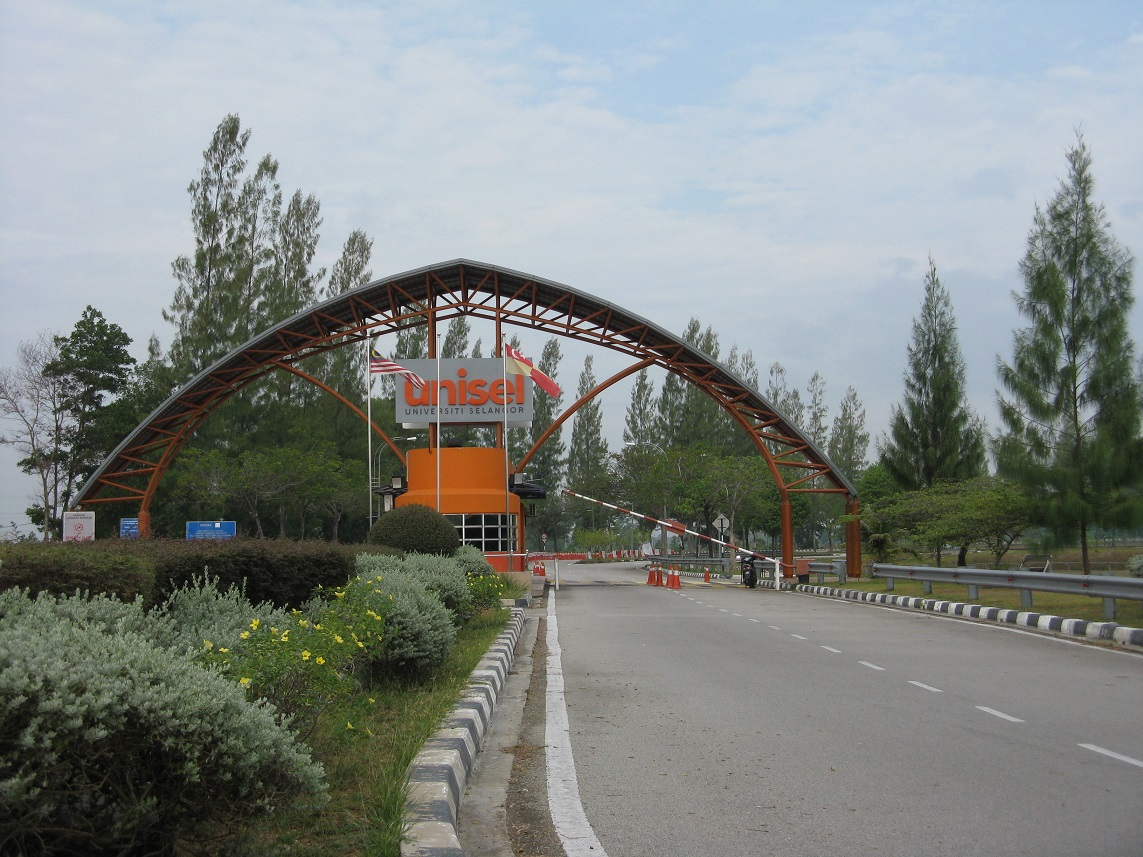
雪兰莪大学

雪兰莪大学（UNISEL），前称雪兰莪工业大学就位于此。
此外，当地也有一间技职学院——瓜雪技职学院（Kolej Vokasional Kuala Selangor）。